# Geismar
Geismar (Жейсмар) — французская компания, специализирующаяся на разработке и производстве путевых машин, инструмента и оборудования для строительства, текущего содержания и ремонта железнодорожных путей. Штаб-квартира компании находится в Париже, а производственные мощности в городе Кольмар. Продукция компании эксплуатируется в России и ещё в 120 странах мира.

## История
Корпорация Geismar основана в 1924 году во французском городе Кольмар как производитель инструмента и оборудования для быстрорастущей железнодорожной отрасли. 
В 1960-х годах освоено производство тяжелых машин для строительства и содержания железнодорожного пути.
В 1970-х годах освоено производство шпал, элементов железнодорожного пути и выпущены дрезины первой серии.
В 1980-х годах начата разработка машин для обслуживания контактной сети, сопутствующих компонентов и инструментов.
В 1990-х годах начата разработка и производство измерительного и дефектоскопного оборудования и машин.
В 2000-х годах начато производство путевых машин на комбинированном ходу для путевых работ и обслуживания контактной сети.

## Продукция
По состоянию на 2010 год корпорация разрабатывает и производит следующую продукцию:
- Оборудование для строительства железнодорожного пути
- Оборудование для путевых работ
- Подвижной состав
- Машины для монтажа и обслуживания контактной сети
- Средства малой механизация и оборудование для содержания пути
- Станочное оборудование
- Измерительное оборудование
- Экскаваторы и навесное оборудование к ним

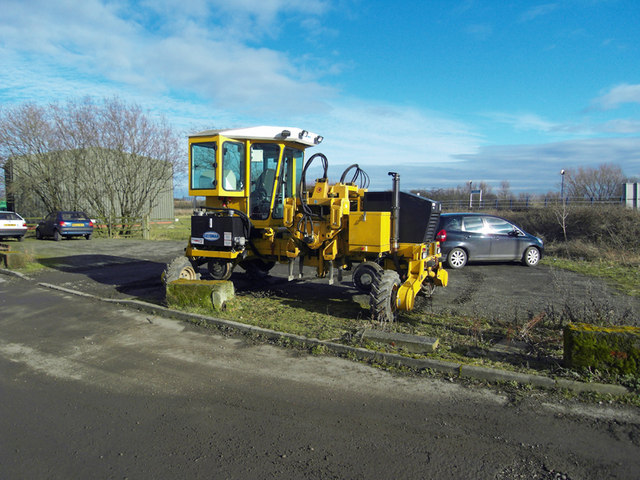
Самоходная машина на комбинированном ходу для фиксации шпал
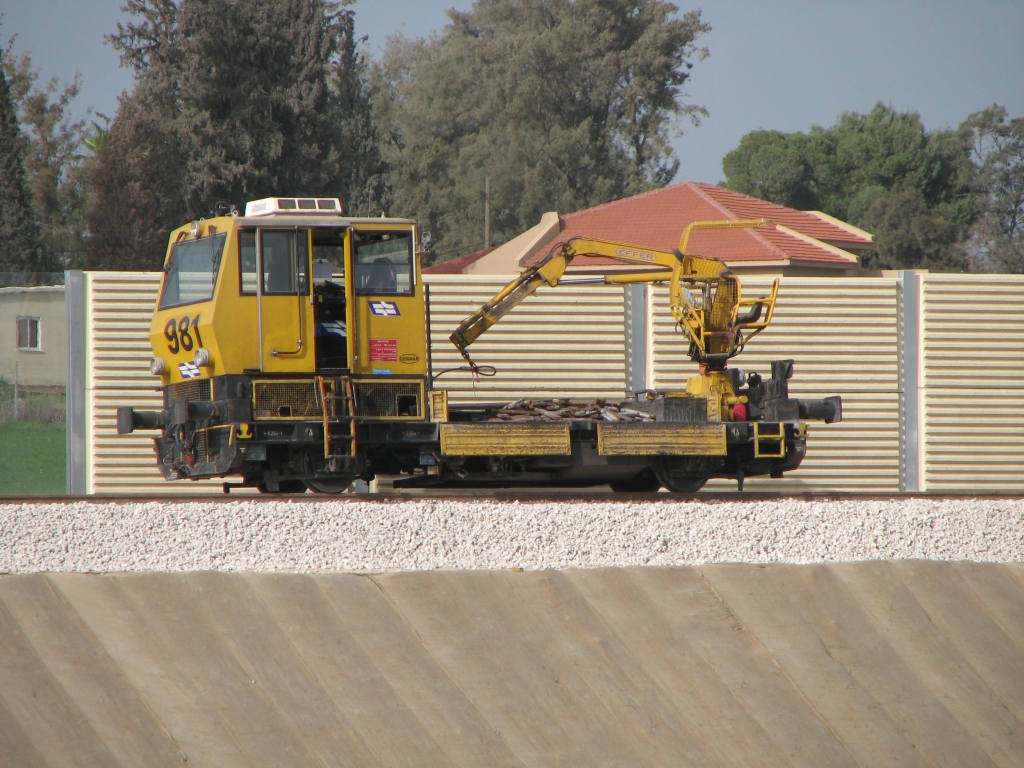
Путеремонтная дрезина с краном